# Surabaya

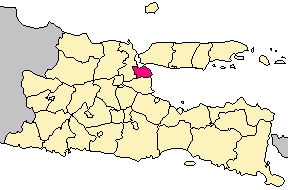
Situation de Surabaya dans la province de Java oriental.

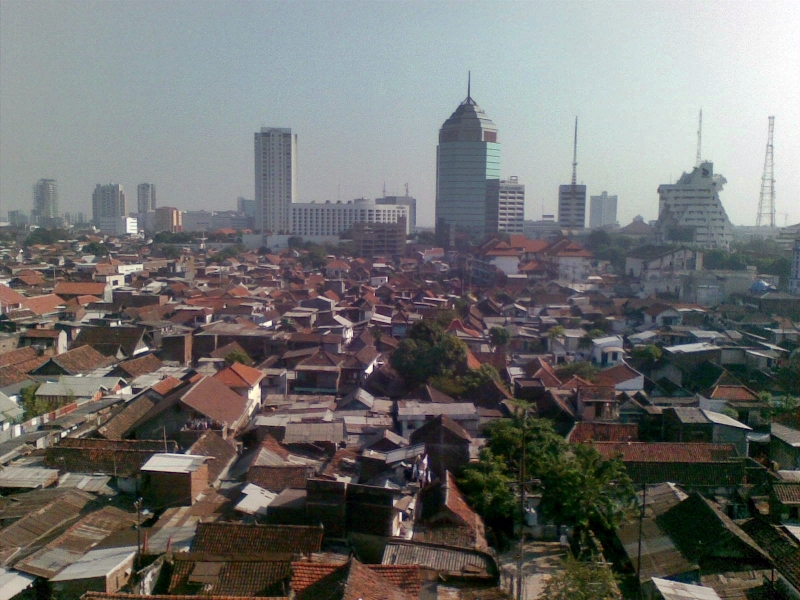
Vue de Surabaya.

Surabaya (Soerabaja avec la graphie néerlandaise jusqu'en 1947, Surabaja avec l'orthographe soewandi de 1947 à 1972) est une ville d'Indonésie. C'est la deuxième ville du pays (après Jakarta, la capitale) avec une population de plus de 3,1 millions d'habitants (5,6 millions dans la métropole urbaine). C'est la capitale de la province de Java oriental. Elle est située sur la côte nord de Java (le Pasisir) à l'embouchure de la rivière Mas (en) (Kali Mas) et le long du détroit de Madura. Sa superficie est de 326 km2. 
Pour les Indonésiens, elle est connue comme la « ville des héros » par l'importance de la bataille de Surabaya (1945) dans la galvanisation indonésienne et le soutien international à l'indépendance du pays lors de la révolution nationale indonésienne. Surabaya est la ville de naissance du président Soekarno, premier président de l'Indonésie.  
Tanjung Perak, le port de la ville, est le premier port d'Indonésie. Il abrite également le commandement de la flotte orientale de la marine indonésienne. 
Surabaya a le statut de kota (municipalité) et est dirigée par un walikota élu par l'assemblée municipale, elle-même élue au suffrage direct.

## Administration
La kota de Surabaya est divisée en 31 kecamatan (districts) et 163 kelurahan (villages administratifs).

## Histoire

Emblème de Surabaya.

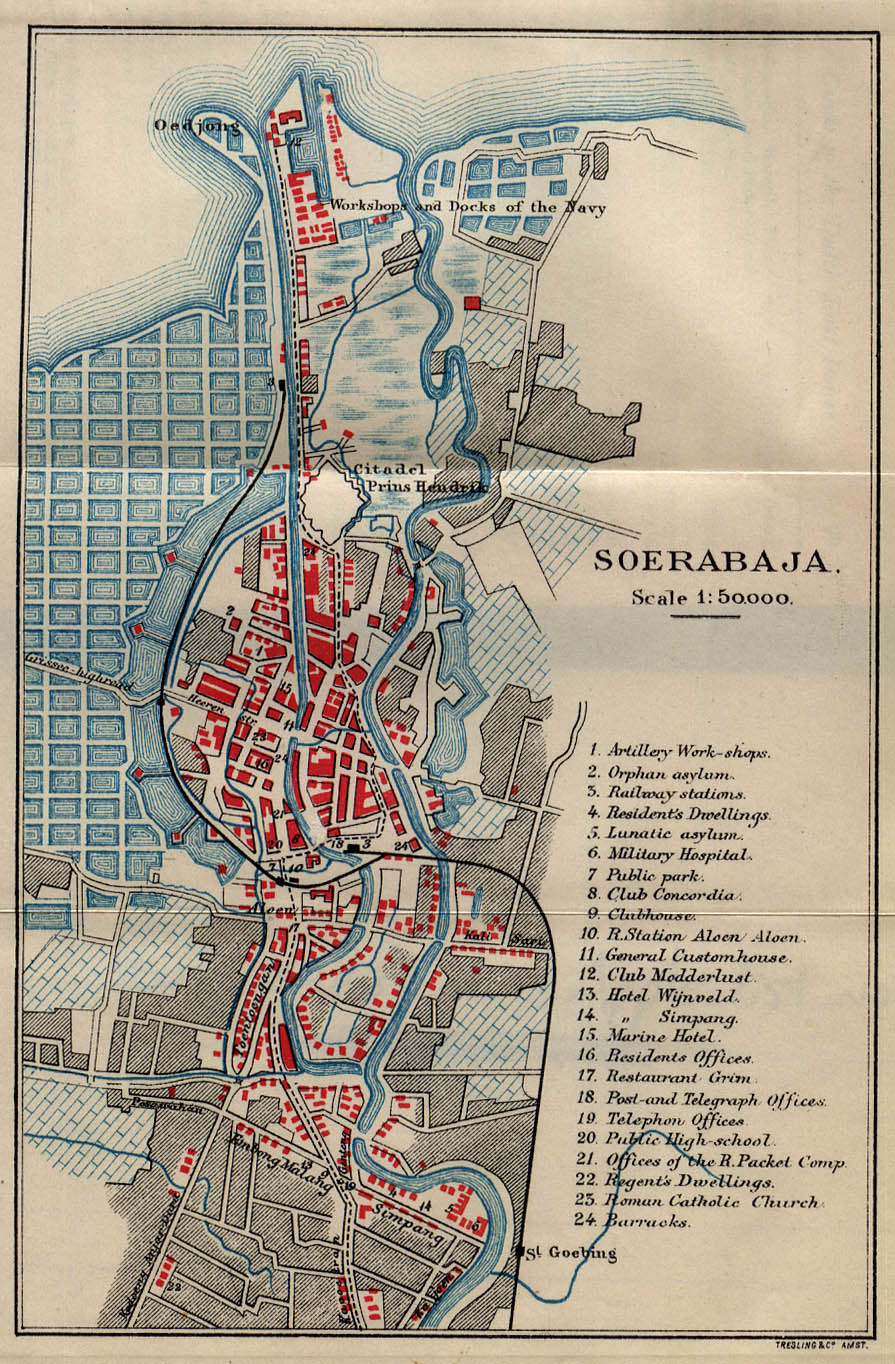
Plan de Surabaya tiré d'un guide rédigé en anglais datant de 1897 (noter la graphie « Soerabaja »).

La date officielle de fondation de la ville, établie par les autorités, est l'année 1293.
L'étymologie populaire veut que le nom de Surabaya vienne de suro, « requin » en langue javanaise), et buaya, « crocodile ». La légende raconte que ces deux animaux se seraient battus pour devenir l'animal le plus puissant de la région. Ils sont représentés tous les deux sur l'emblème de la ville entourant le monument de la ville : le Tugu Pahlawan.
Tomé Pires, un apothicaire portugais qui de 1512 à 1515 réside à Malacca sur la péninsule Malaise, visitant Java, note que les princes de la côte nord de l'île, sauf dans la partie occidentale, jusqu'à Surabaya sont musulmans. Dans les années 1530, Surabaya reconnaît la suzeraineté du royaume musulman de Demak.
Le début du XVIIe siècle est marqué par l'émergence d'une nouvelle puissance dans le centre de Java : Mataram. Surabaya apparaît comme son principal ennemi.
Un document de la VOC (Compagnie néerlandaise des Indes orientales) daté de 1620 décrit Surabaya comme un État riche et puissant. La principauté était suzeraine de celle de Gresik au nord et du royaume de Sukadana (dans l'actuelle province de Kalimantan occidental). Les navires de Surabaya mouillaient alors dans tous les ports de l'archipel, de Malacca aux Moluques. Aux XVe et XVIe siècles, Surabaya était un sultanat puissant sur le plan politique et militaire dans la région de Java-Est. En 1625, un conflit éclata entre le sultanat de Surabaya et celui de Mataram alors sous l'égide du sultan Agung. Mataram remporta la victoire après la conquête des villes alliées à Surabaya - Sukadana et Madura - et le siège de la ville. Ceci permet à Mataram de contrôler presque tout Java à l'exception du sultanat de Banten et de la colonie hollandaise de Batavia.
En novembre 1743, c'est la Compagnie néerlandaise des Indes orientales qui prit la ville qui devint alors un centre de commerce majeur sous gouvernance hollandaise et l'un des plus grands ports de leurs colonies.

### Laresidentiede Soerabaja
En 1917, une révolte éclata entre marins et soldats mais fut finalement lourdement réprimée.
Durant la Seconde Guerre mondiale, Surabaya fut capturée par les Japonais en 1942 jusqu'à ce que les Alliés bombardent la ville en 1944 (opération Transom).
Dès lors, elle fut reprise par les nationalistes indonésiens. La jeune nation se retourna alors contre les Alliés hollandais qui contrôlaient le pays.

### La bataille de Surabaya
La bataille de Surabaya est un des moments les plus dramatiques de ce que les Indonésiens appellent la Revolusi, c'est-à-dire la période d'affrontement militaire et diplomatique avec l'ancienne puissance coloniale. Elle commença après l'assassinat du général britannique A. W. S. Mallaby dans un attentat à la voiture piégée le 30 octobre 1945 près de Jembatan Merah (« le Pont Rouge »). Les Alliés donnèrent alors un ultimatum aux indépendantistes indonésiens demandant leur reddition. Celle-ci fut refusée. La bataille s'acheva le 10 novembre. La ville redevint occupée par les Hollandais. 
En août 1949, sous la pression de la communauté internationale, les Hollandais consentirent finalement à rendre sa souveraineté à la colonie. Surabaya fut immédiatement incorporée à l'Indonésie en décembre 1949 et reconstruite.

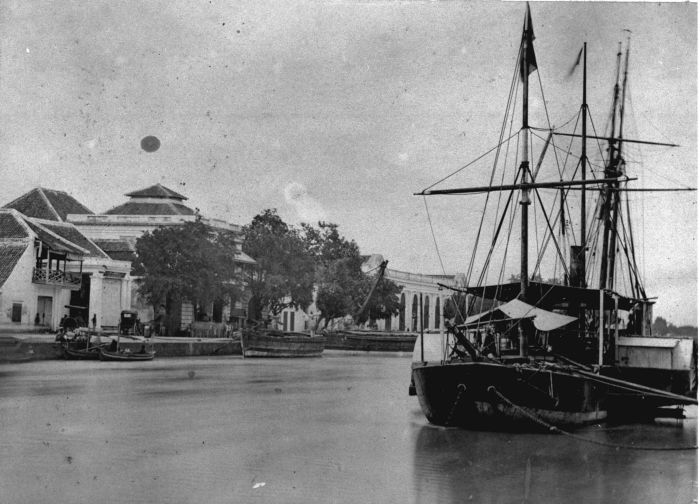
Paysage de bord de rivière à Surabaya à la fin du XIXe siècle
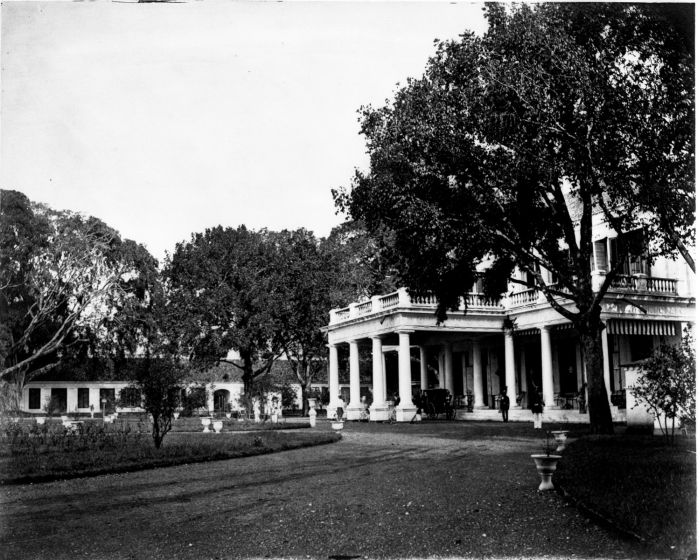
La demeure du resident de Surabaya (vers 1917)
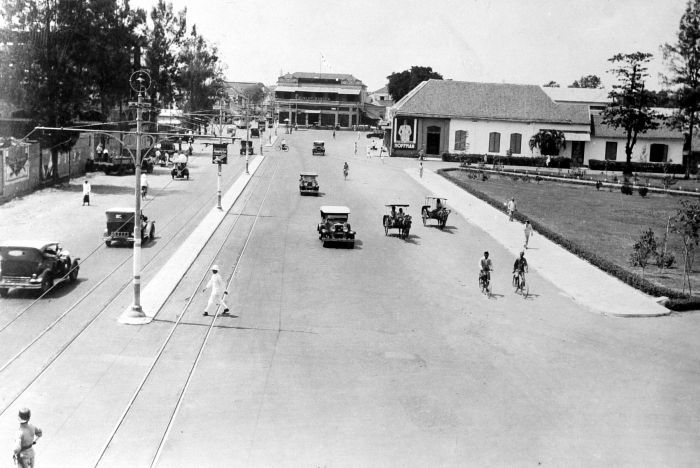
Une avenue de Surabaya dans les années 1930
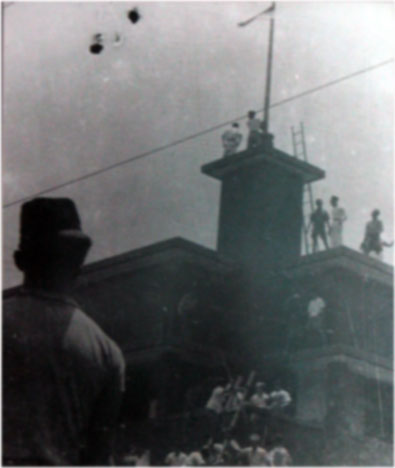
De jeunes nationalistes indonésiens descendent le drapeau néerlandais à l'hôtel "Oranje"

## Lieux de culte
Une curiosité de Surabaya est la mosquée Cheng Hoo, c'est-à-dire Zheng He, le grand amiral chinois musulman qui est venu plusieurs fois à Java durant ses voyages de 1405 à 1433. Inaugurée en 2007, la mosquée témoigne d'une volonté de présenter sous un nouveau jour le rôle des Chinois d'Indonésie dans l'histoire du pays, notamment dans l'introduction et la diffusion de l'islam dans l'archipel. Elle a été construite par une organisation de Chinois musulmans, la Pembina Iman Tauhid Islam ou PITI ("superviseur de la théologie et de la foi musulmane").
A Surabaya se trouve la seule synagogue d'Indonésie. Selon le Beth-Hatefutsoth, la communauté juive de la ville se monterait à environ 20 personnes. Le miniane (quorum de dix hommes adultes nécessaire à la récitation des prières les plus importantes de tout office ou de toute cérémonie juive) ne pouvant être atteint, la synagogue n'est pas active.
La ville est le siège du diocèse de Surabaya.

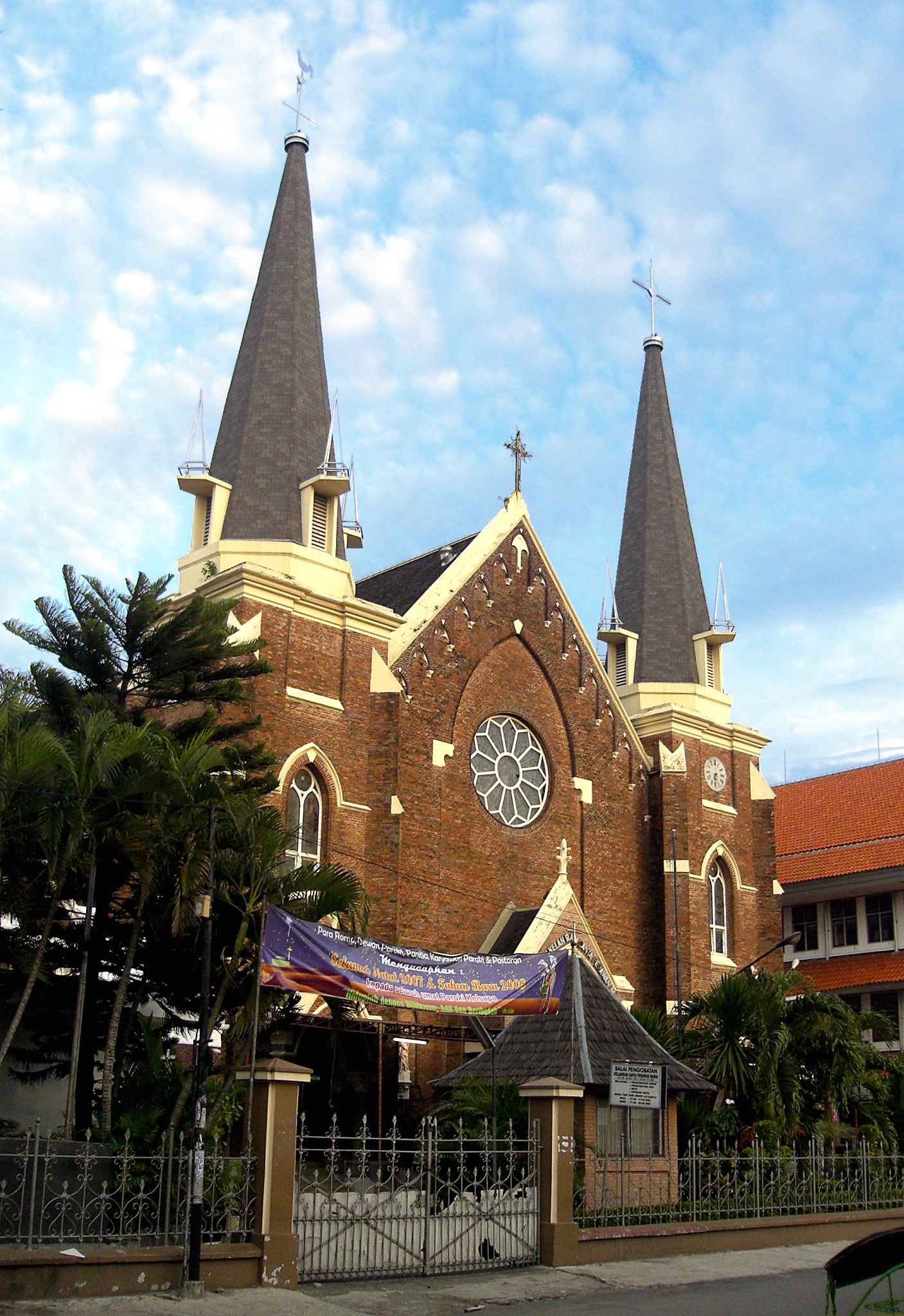
L'Eglise de la Nativité de la Vierge Marie à Surabaya

## Tourisme
Surabaya a gardé quelques exemples d'architecture de l'époque hollandaise, notamment des bâtiments administratifs et des églises.

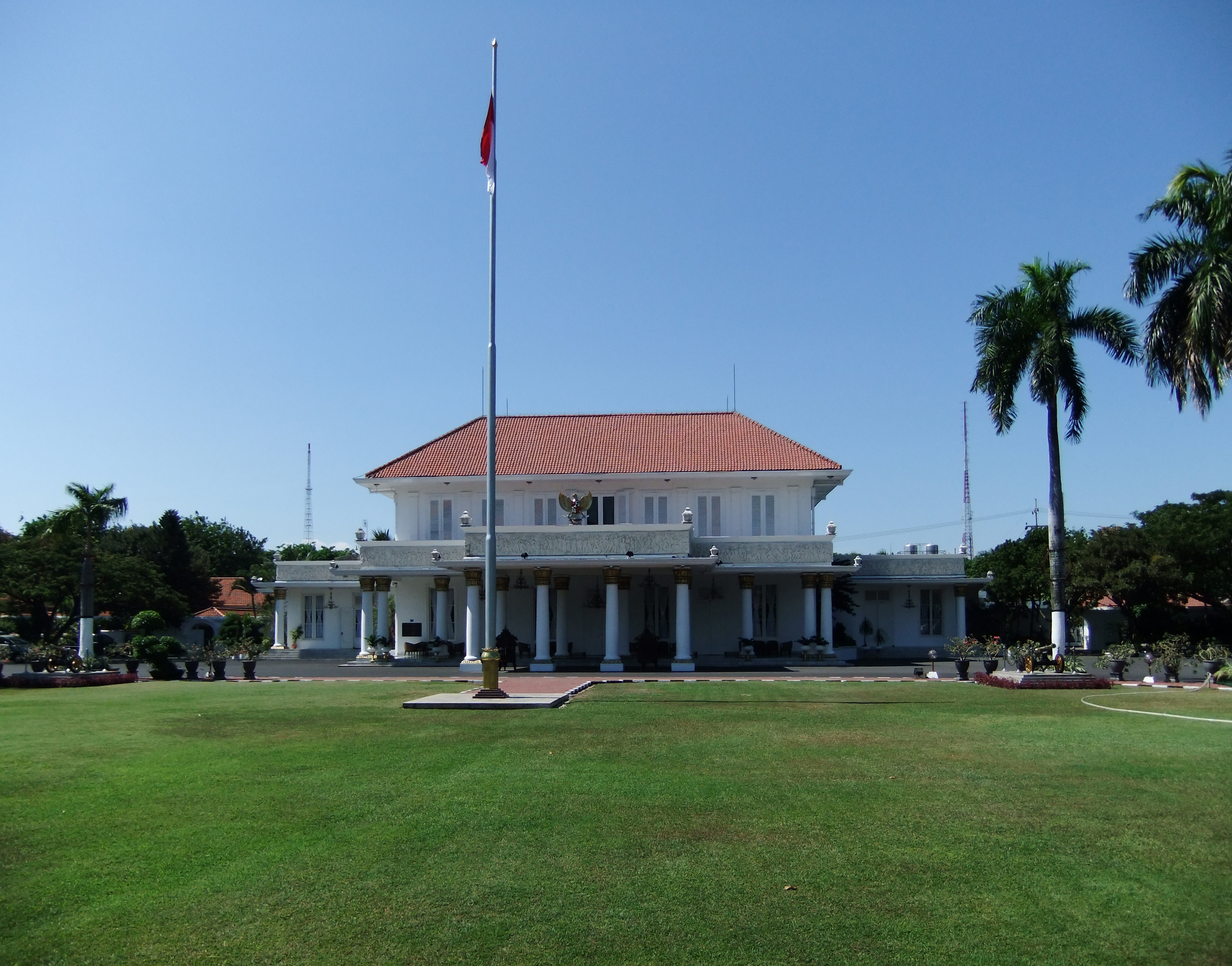
Le Gedung Negara Grahadi

## Urbanisme
La ville abrite le quartier de Dolly qui est souvent considéré comme le plus grand quartier de prostitution d'Asie. Le quartier tient son nom de Dolly, une ancienne mère maquerelle À l'été 2014, la maire Tri Rismaharini a décidé de le faire fermer et d'y construire un nouveau quartier.
Surabaya abrite une soixantaine de gratte-ciel, soit le plus grand nombre d'Indonésie après Jakarta.
Le plus élevé est le Tunjungan Plaza 5, haut de 201 mètres, 46 étages et achevé en 2015
Le plus ancien est le  Hyatt Regency Surabaya achevé en 1993.

## Transports

### Routier
Surabaya est située sur la Grande Route que fit construire gouverneur général Herman Willem Daendels (1808–1811) sur ordre du roi de Hollande Louis Bonaparte (1806 à 1810), qui relie Anyer sur la côte occidentale de Java à Banyuwangi à l'extrémité orientale de l'île, en passant notamment par Bandung, Cirebon et Semarang.
La ville est par ailleurs reliée à l'île de Madura par le pont Suramadu.

### Ferroviaire
Surabaya possède quatre gares de chemin de fer :
- Gubeng, la plus importante, qui dessert la ligne du sud qui passe notamment par Surakarta et Yogyakarta ;
- Surabaya Kota, terminus de la ligne du sud ;
- Pasar Turi, qui dessert la ligne du nord qui passe notamment par Semarang et Jakarta, et
- Wonokromo, qui dessert Java oriental et notamment Banyuwangi et Malang.

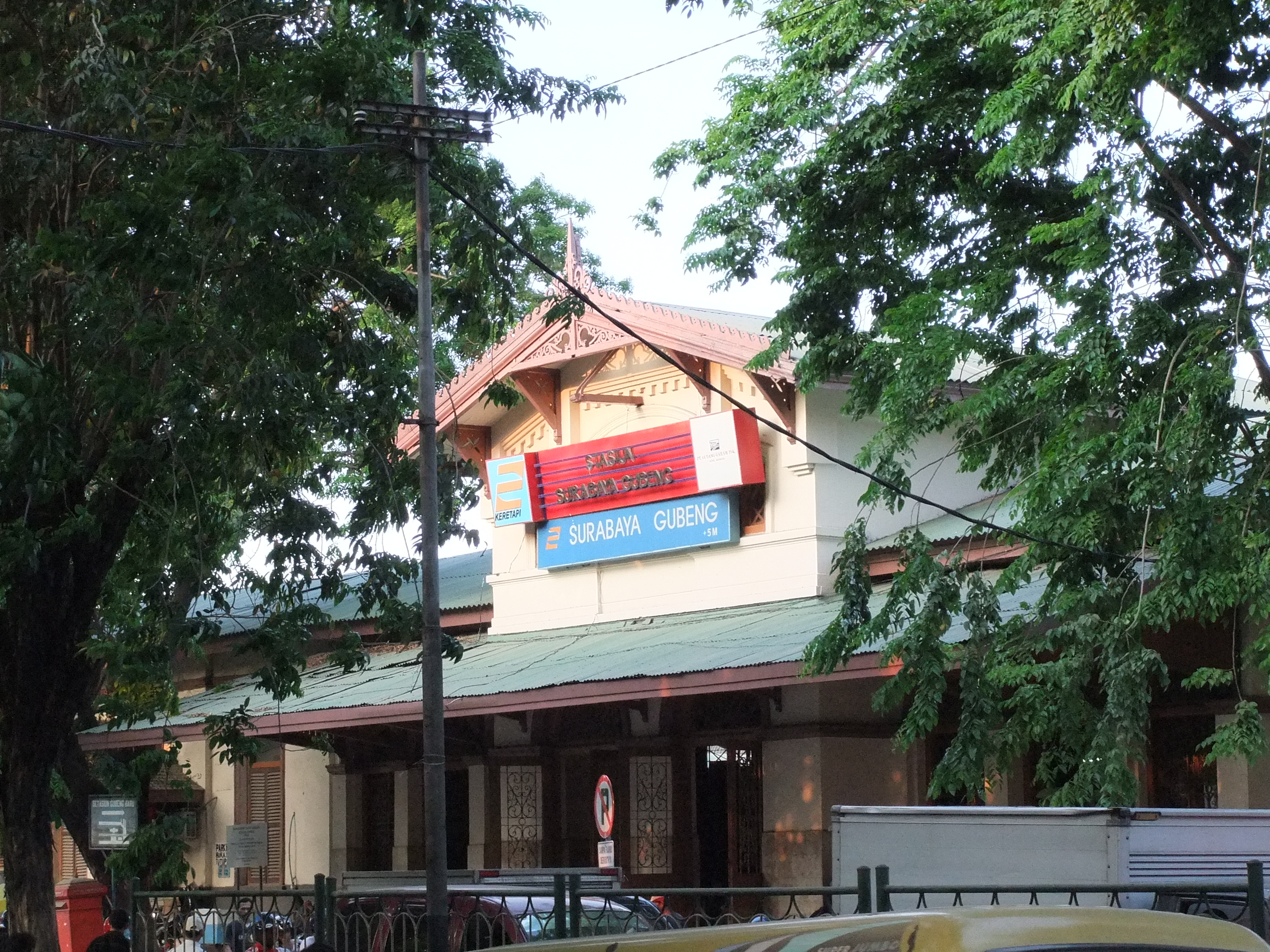
La gare de Surabaya Gubeng
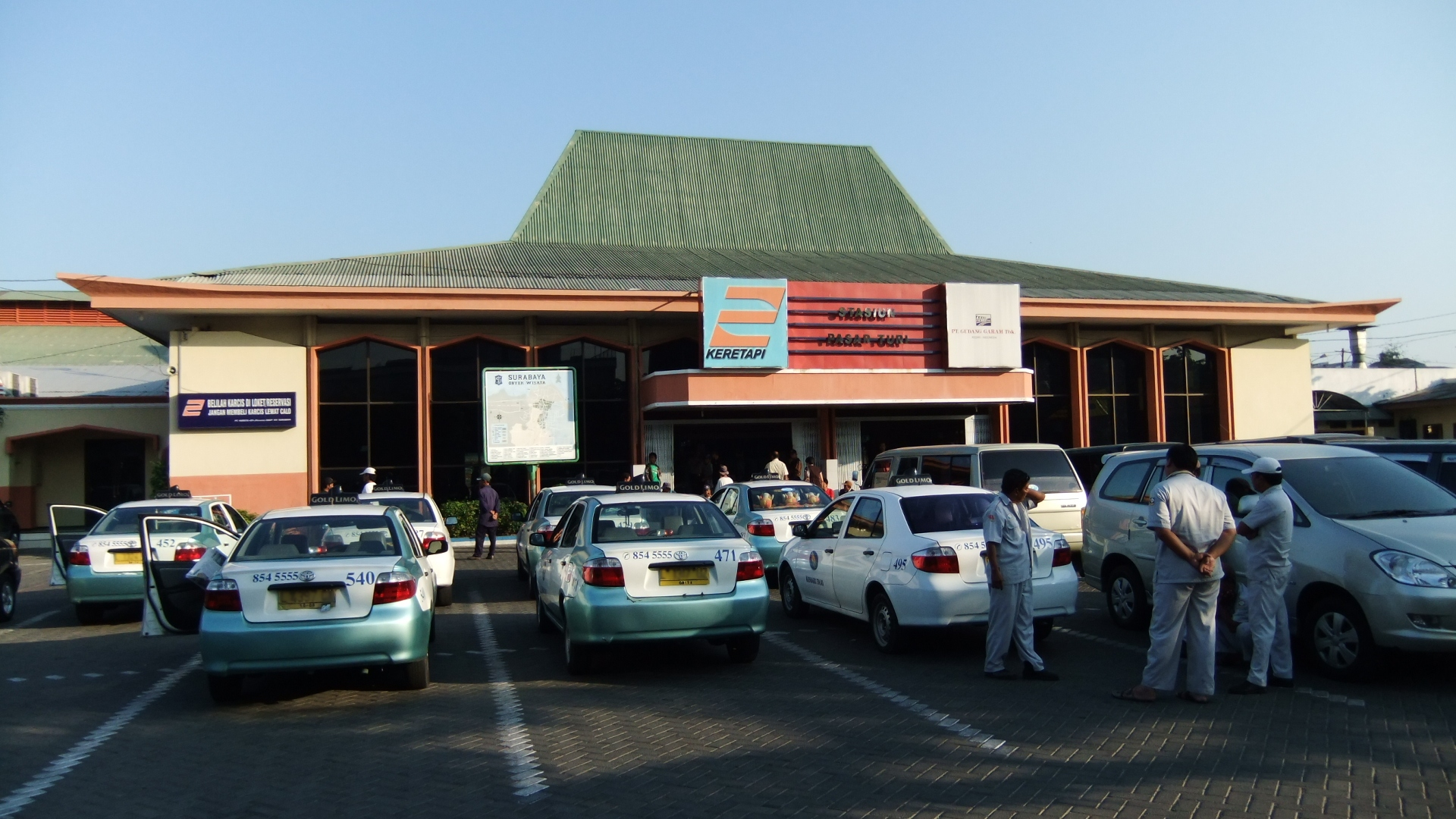
La gare de Surabaya Pasar Turi

Surabaya est reliée aux diverses villes de son aire urbaine :  trains de banlieue qui la relient aux villes de son aire urbaine : Gresik, Lamongan, Mojokerto, Pasuruan et Sidoarjo.

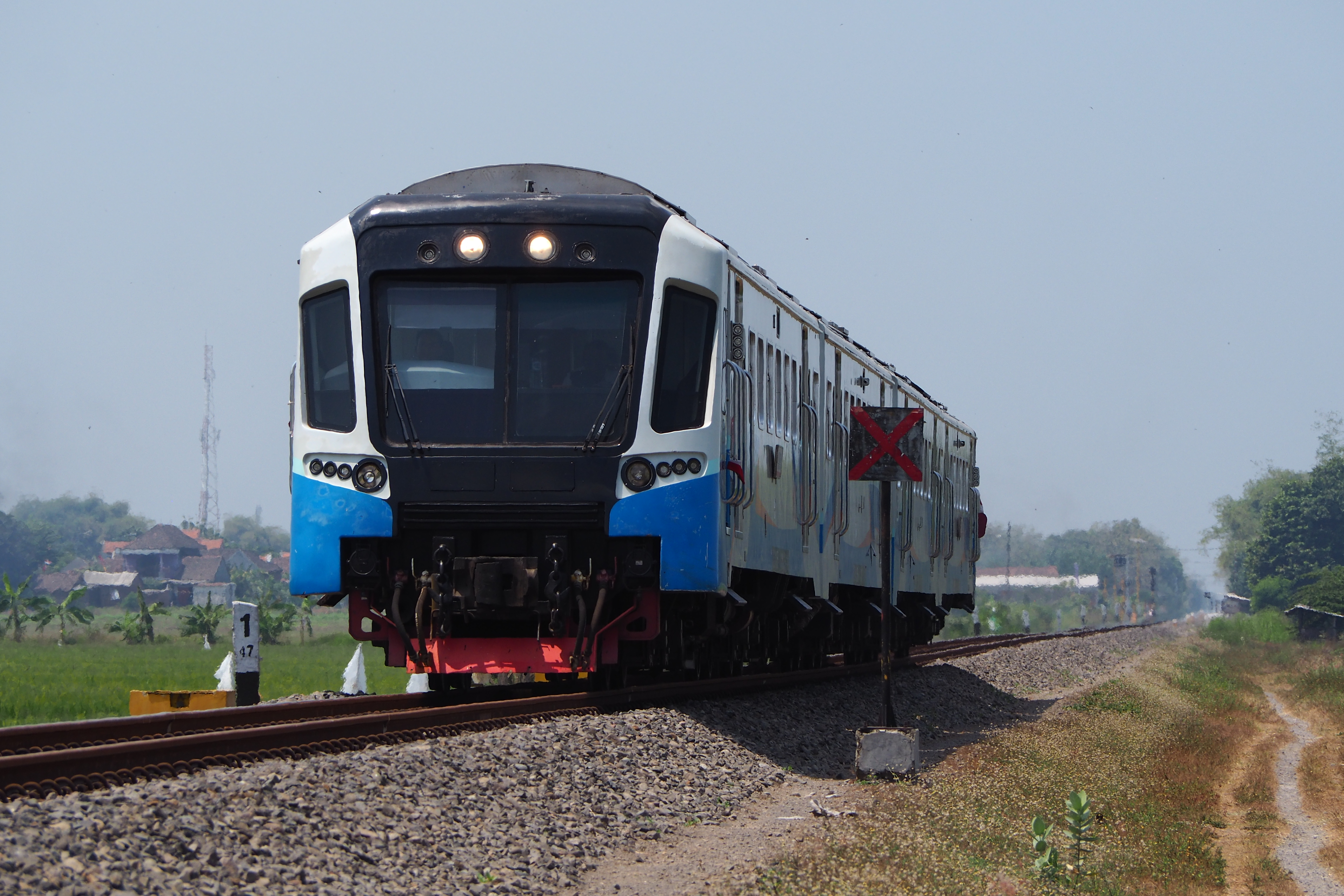
Le train de banlieue Jenggala relie Surabaya à Sidoarjo

### Maritime

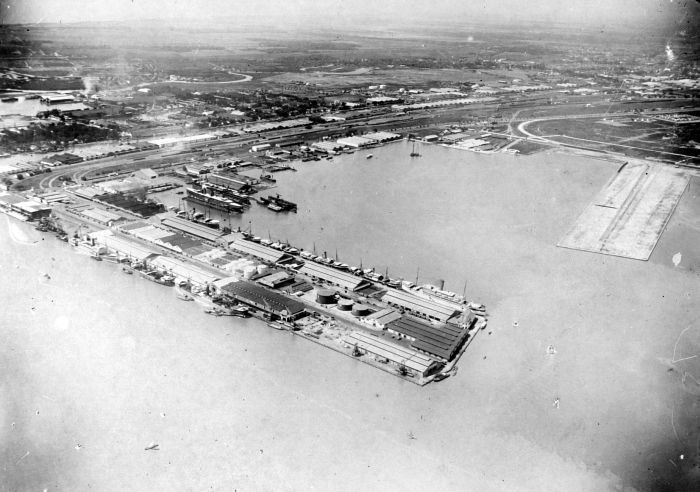
Tanjung Perak à l'époque des Indes néerlandaises

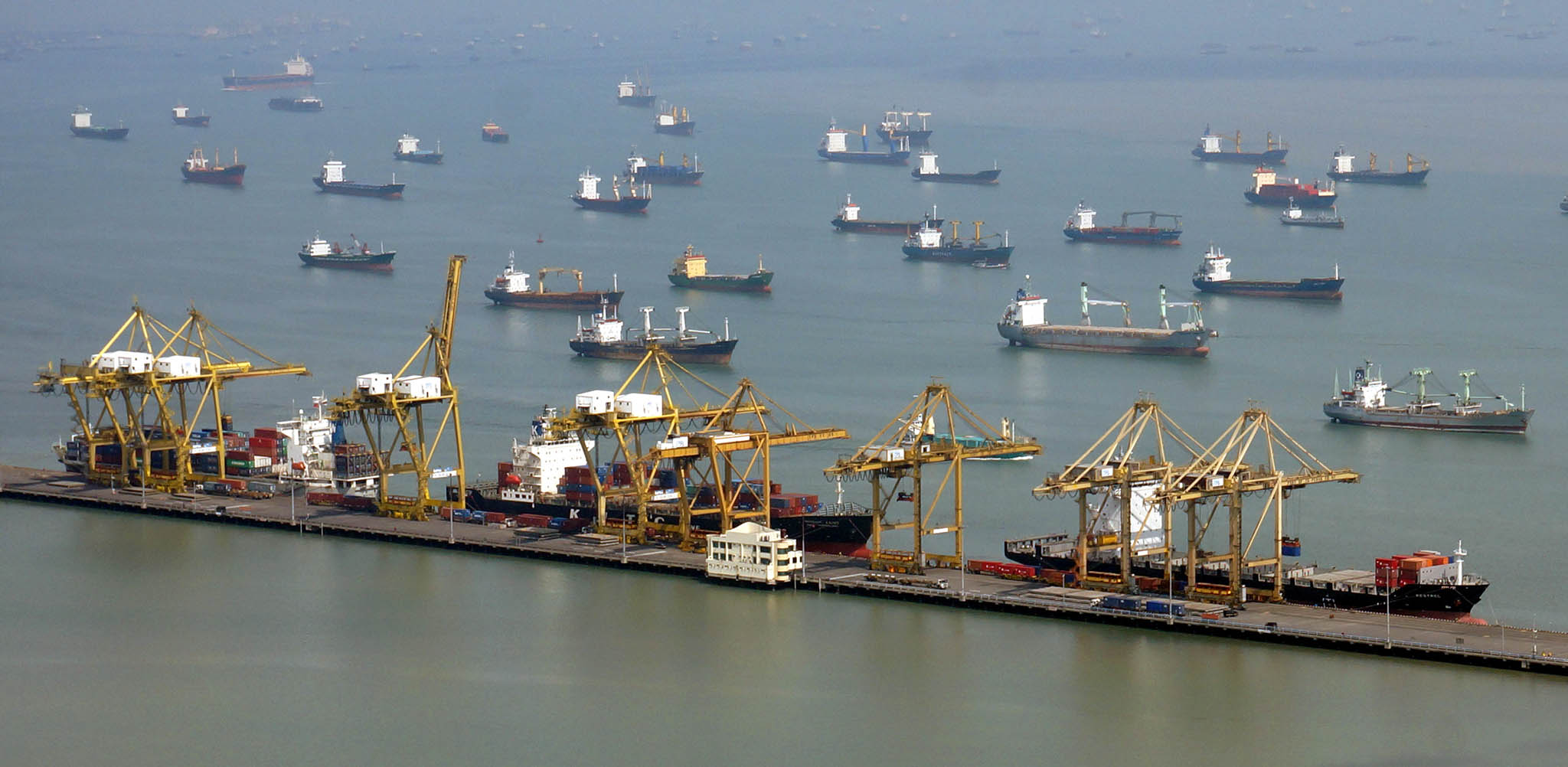
Le port de Tanjung Perak

Le port de Tanjung Perak est le deuxième plus important port d'Indonésie.

### Aérien
L'aéroport international de Surabaya Juanda est le 2e d'Indonésie quant au trafic. Il est relié aux principales villes d'Indonésie et aux destinations internationales suivantes :
- Brunei
- Hong Kong
- Johor, Kuala Lumpur (Malaisie)
- Singapour
- Taipei (Taiwan).

La liaison Surabaya-Jakarta est la 5e route aérienne la plus fréquentée au monde, avec 780 vols hebdomadaires.

## Jumelages
La ville de Surabaya est jumelée avec :
- Seattle (États-Unis) depuis 1992
- Kōchi (Japon)
- Busan (Corée du Sud)

## Personnalités
- Margaret Jordan Patterson (1867-1950), artiste, y est née.
- Vincentius Sutikno Wisaksono (1953-2023), Prélat Indonésien, Y est né.
- Alan Budikusuma (1968-), premier champion olympique en badminton, est né à Surabaya.
- Raden Panji Muhammad Noer (1918-2010), homme politique indonésien y est décédé.
- Berhardina Midderigh-Bokhorst (1880-1972), artiste néerlandaise, y est née